# 麻雀の戦術
麻雀の戦術（マージャンのせんじゅつ）とは麻雀で素点をより多く獲得し1位を多く獲得し、平均順位を上にするために考案された方法である。
一般に麻雀の勝敗は最終的な持ち点の多寡を基準とするので、主に以下のような分け方が可能である。
1. 得点する戦術
2. 失点を防ぐ戦術
3. 攻防判断技術
4. 状況判断技術
5. その他の技術（1-3のうち複数に関わるもの（読みなど）など）

## 得点する戦術
得点の方法には以下の3通りがある。
和了
得点の大部分は和了によって得る。供託されたリーチ棒の収入や積み棒の加算なども和了が必要であるため、これに含める。
流局聴牌
通常の流局の際に手牌が聴牌である者は、そうでない者から得点を受け取ることができる。
錯和罰符
他家の誤和了などによって受け取る罰符であるが発生することは少なく、主収入とはなりえない。システム上これのない環境（オンラインゲームなど）もある。
ここでは主に和了について扱う。
麻雀のルールで最も基本となる部分は「4面子1雀頭を揃えて和了する」ことである。一般には配牌は3-4向聴であることが多いので、摸打や副露によってこれを聴牌、そして和了へと近づけることになる。

### 聴牌
聴牌の手に対して、自分で使っていない和了牌を待ちという。具体的な待ちの形は聴牌#待ちの形式に詳しい。よい聴牌とは主に以下の3条件で与えられる。
局の早い段階で聴牌すること
目的が和了である以上、聴牌から和了までに十分な時間的余裕（残り巡目）の残っている必要がある。又、早い段階で聴牌すれば相手に警戒されづらい・待ちが予測されづらいので、更に栄和し易くなる。
待ちの多い手で聴牌すること
状況や牌の種類によって場に出る確率や山に残っている数は変化するが、和了できる確率は待ちの数と強く結びついている。
得点の高い手で聴牌すること
得点を得ることが主目的であるので、それが高いに越したことはない。

### 牌の組合せ
他家に先んじての和了およびその条件となる聴牌をめざすための牌の組合せに関する理論を牌効率などと呼ぶ。ただし牌効率を「和了に関する期待値を重視した打ち方の理論」とする流派もあるので、議論の際には語義の食い違いがないよう注意するべきである。
13枚の手牌の組合せは98,521,596,000通りある。これら全ての優劣関係を考えることは、現実的ではない。そこで手牌をうまく切り分けて部分ごとに考えるが、ある部分の優劣がその他の部分によって変わることがある。
手が進んだ時に面子になるであろう牌の集合を、ここでは面子候補と呼ぶ。以下の面子候補の名称は広くそう呼ばれているものと便宜的にここで命名したものとがある。

#### 1牌からなる面子候補
浮き牌
手牌が聴牌や和了に遠いときなどは孤立した中張牌などを持ち、搭子などへの変化を期待する。

#### 2牌からなる面子候補
主に1面子または1雀頭となる。
搭子
順子から1牌が欠損した残りの2牌。萬子・索子・筒子のそれぞれに対して両門搭子6種・辺張搭子2種・嵌張搭子7種があり、詳細は搭子に詳しい。直接手が進む受け入れの数およびより自摸によって受け入れが広くなる牌の数を基準にすると良形とされているものから順に 両門搭子、嵌張搭子（4-6待ち）、嵌張搭子（その他）、辺張搭子 の順となる。
対子
同種の2牌。

#### 3牌からなる面子候補
主に1面子となるが、1雀頭や1面子1雀頭となることもある。
複合形
搭子と対子が複合した形。3牌のうち2牌が搭子をなし、もう1牌が搭子のどちらかの牌と対子をなすもの。{\displaystyle n}, {\displaystyle n}, {\displaystyle n\pm 1} の形と{\displaystyle n}, {\displaystyle n}, {\displaystyle n\pm 2}の形と（どちらも複号は一方）がある。
両嵌
嵌張搭子が2つ複合した形。3牌のうち2牌が嵌張搭子をなし、もう1牌が搭子のどちらかの牌と別の嵌張搭子をなすもの。{\displaystyle n-2}, {\displaystyle n}, {\displaystyle n+2}の形。
欠損ノベタン
両門搭子または辺張搭子と、それから2つ離れた1牌からなる形。ノベタンから1枚が欠けたもの。{\displaystyle n}, {\displaystyle n\pm 1}, {\displaystyle n\pm 3}（複号同順）の形。

#### 4牌からなる面子候補
4枚形は直接1面子1雀頭候補になることが多いが、1枚を捨てて1面子としたり1枚を自摸るなどで2面子候補としたりすることができる。
ノベタン
数牌が4種連続した形。「順子と単騎」の解釈が2通りあるので単騎待ちがのびた形であることから。
端膨れ
3牌が順子をなし、そのうち端牌がもう1牌増えたもの。
中膨れ
3牌が順子をなし、そのうち内側の牌がもう1牌増えたもの。
変則待ち
刻子をなす3牌とその付近の1牌。「刻子と単騎」および「搭子と対子」の2種類の受け入れがある。{\displaystyle n}, {\displaystyle n}, {\displaystyle n}, {\displaystyle n\pm 1} の形と{\displaystyle n}, {\displaystyle n}, {\displaystyle n}, {\displaystyle n\pm 2}の形（どちらも複号は一方）とがある。変則という名称は、「一般」の待ちは単一の筋（差が3の倍数である数牌）であるという認識による。
三連嵌
嵌張搭子が2つ離れて、その間に嵌張の受け入れが生じた形。一般には悪い形とされる。特に2468の形を、語呂から西ヨーロッパと称する。

#### 5牌からなる面子候補
両嵌対子
「飛び対子は中（なか）を切れ」という格言がある。両嵌を構成する3牌の両端が重なった形は1面子1雀頭の候補となるため、両嵌を構成する3牌のすべてが2枚となった形では一般には中央の牌を切るのがよいとされる。
三面待ち
中張牌が5種連続した形。三門聴両門、ピアノ待ちなどと呼ばれる。

### 立直
立直は単純に1飜を得るばかりでなくそれに伴うメリットが多く存在するため、攻撃の手段として非常に有効である。

### 副露
門前清のままで自摸する牌は選ぶことができないが、副露によって取得する牌は自分で選ぶことができる。したがって打点のコントロールや聴牌・和了に至る速さの点で優れており、効率よく副露を利用することが重要である。ただし手が安くなりがちなこと、秘匿されていた手牌の一部を公開するため手役、待ち牌を読まれやすくなるデメリットがある。また自由に使える牌が減るために安全牌の確保が難しくオリにくくなること、手牌の構造の変更が困難になると言う弱点もある。これらを戒めるため一つ二つ晒したら（副露したら）聴牌しておけ（逆に三副露してノーテンなどの場合、下手くそ扱いされる）、鳴きにくい所から鳴いてあがりやすい所で待てということがよく言われる。

#### 槓
槓は得点を上げることのできるメリットや、他家に情報（この場合、自分の手牌と同時に、4枚の牌のありか）を開示してしまうデメリットがある。一般的に槓による得点的なメリットとしては符の増加と槓ドラの増加が挙げられ、このうち符の増加は槓をした当事者本人にのみ与えられる確実なメリットであるが、槓ドラについては槓をした当事者本人に乗るかどうかは不確実である上、他家3人にも有効という点でデメリットにもなりうる。一般に大明槓はデメリットが大きいから多用すべきではないとされ、暗槓や加槓は自分の和了が見込めると判断したときに行うのがよいとされる。

### 棒聴
最短最速で聴牌を目指すこと。テンパイ時の待ちなどを考慮しないため、愚形待ちになる可能性が高くなる。

#### 棒テン即リー全ツッパ
聴牌までの戦術として棒聴をとり聴牌したらすぐに立直をかけ、他家の攻撃（リーチ・副露）を無視して突っ張ること。厳密には攻防判断も含んだ包括的な戦略の1つであるが、便宜上ここに含めた。

### 役作り
得点の多く得られる役を作ること。門前で三色同順や一気通貫を作ったり、副露を駆使して混一色・清一色・対々和など狙いの見破られやすい役を作ったりすることを特にこう称することが多い。
現代麻雀においては一発・裏ドラ・赤ドラなどで点数が高くなりやすいため、中心的技術であるとはされていない。

### 河作り
相手が後述の失点を防ぐ戦術をとることを利用した戦術。迷彩などとも呼ぶ。
引っかけ
一般に待ちとして好まれる両門待ちには、捨てられている牌の外側の筋牌を捨てても放銃とならない。これを利用して、そのような牌で待つ聴牌をとること。
バラ切り
ある種の数牌を多く捨てると、その付近で聴牌を構成しにくい。これを利用して、自分が多く捨てた種類の牌で待つこと。

## 失点を防ぐ戦術
失点の原因には以下の場合がある。
放銃
他家の和了による得点を支出するのは、自摸和了に対しては3人であるが、放銃すると失点のすべてを負担しなければならない。
被自摸
他家の自摸和了による得点の支出。特に自分が親である時に大きい。
供託
立直をかける時に供託する点数。和了者が取得する。軽微なルール違反に対しても科されるものである。
不聴罰符
流局時に手牌が聴牌していないと、聴牌している者に点数を支払う。
錯和罰符
錯和を犯すと罰を科される。
これらの原因を滅していくことで失点を防ぐ。
しかし、他家がツモ和了することによる失点は自分の戦術だけではどうにもならず防ぎようが無い部分がある。漫画などでは先のツモが何であるかまで見通した上で鳴いてツモをずらして和了を防ぐ･･･等と言ったテクニックがしばしば披露されるが、現実ではイカサマでも使わない限りそんな事は不可能である。
他家のツモ和了を防ぐ唯一の方法は「こちらが先に和了ってしまう事」であるが、自分の和了を優先すればするほど他家に放銃する危険性が高まる。ベタオリすれば放銃はかなり避けられるが、それでは和了る事はできない。それどころか流局時に聴牌を維持できるかどうかも怪しく、不聴罰符によって失点してしまう。
完全に失点をなくす事は難しいので、失点を防ぐ事を重視するか、得点を得る事を重視するかのバランスを見極めるのが重要である。

### 降り
勝負を降りて自分の和了を度外視し、安全牌から切り出すこと。完全に和了をあきらめて手牌を崩すことを、より強調してベタオリとも呼ぶ。

#### 降り打ちという語
降り打ちの「打ち」は「麻雀を打つ」という意味の他に「他家の手に打ち込む（放銃する）」という意味がある。したがって、「降り打ち」という語には「降りるための打ち方」と言う意味の他に「降りたのに打ち込んでしまう」という意味があり、誤解を受けやすいので注意する必要がある。

## 攻防判断
以上に述べた大きく2つの戦術は、互いに相反するものである。したがって行動選択の各場面において、適切なバランスを保った選択が必要となる。
これは自分の和了可能性・和了した場合の得点などから判断されることになる。極端な例で
- 役なしの五向聴で他家の立直に危険な牌を切って攻めることは、無謀である
- 役満の聴牌を崩してせいぜい1000点であろう他家の1副露にベタオリすることは、臆病にすぎる

などは初心者でも理解可能であるが「適切な境界線」の位置に関しては研究が十分に進んでいない。さらに今日、一般的な麻雀のルールとして、トップ賞やウマなどが存在しており、順位、特にトップ狙いは重要な戦略である。現在の状況から現実問題としてどの順位が狙えるのか、ゲームの残りはどのくらいなのかなども加味する必要があり現状では最善の判断をすることは非常に困難と言える。またプレイヤーの考え方も大きく影響し相手が同等の打点と思われる場合、「多少の危険を冒しても攻める」ことを好む者と「リスクは回避するべき」と考える者がおり、議論は尽きない上に、麻雀は状況が全く同じ場合が存在せず、ケースバイケースが多すぎるために画一的な解答はない。

### 回し打ち
危険牌を切り出すことは可能な限り避けながらも、自分の和了可能性を捨てないで打つこと。
例えば、

この手牌は高めで345の三色同順がある聴牌だが、ここにを引いてきたとする。
通常ならばそのままツモ切りしてこの聴牌を維持するところだが、リーチ者の河には三筒があるが六筒・九筒のスジが怪しい･･･と言った状況である場合、三色を維持できる六筒のツモ切りは諦めるものの、とりあえず三筒を切って中のみの安手にしつつも聴牌は維持する･･･と言った打ち方を回し打ちと言う。
しかし、この打ち方の有効性に関しては疑義が呈されている。上記の例では引いてきたのがたまたま既存の面子にくっついて振り替え出来る六筒だったから良かっただけで、全く関係ない所の牌を引いてきた場合は危険を承知でツモ切りするか面子を崩すかのどちらかしかなくなるため、そもそも回し打ちが出来るほどの牌が残っていない状況が頻繁にある。
もちろん振り替えの効く都合の良い牌を引いてきているうちは有効な打ち方であるし、後述にあるようにベタオリをしている＝その人はもう既に聴牌を崩しており振り込む可能性が極めて低いという事が分かると（ベタオリは暗刻を丸ごと切ったりと露骨に分かってしまう場合が殆ど）、他家はその分楽に打てるため、露骨なベタオリとの差は大きい。実際昭和の時代は（玄人には）一般的とされていた戦術だが、近年では危険牌読みの困難さからなりふり構わないベタオリを恥としない風潮も強い。

## 状況判断
麻雀の結果に対する評価においては素点の得失それ自体だけではなく、持ち点の多寡によって決する順位が重視されることが多い。したがって、終盤においては他家と自分の順位や持ち点の差などに応じて攻撃の方法や攻防判断の基準を変更する必要がある。例えば、3位との差が3000点のラスのオーラスで、1000点の和了になる可能性がある手作りをしないなどがある。初心者への格言に「オーラスに順位の変わらない和了はするな」とよく言われる。

## 読みについて
読みとは一般に、隠れて見えない情報を直接見える情報をもとに推理することをいう。得点する戦術・失点を防ぐ戦術の双方において使われる。以下にその種類と例を挙げるが、例は正しいとは限らない。状況によって大きく精度が変わる上に再現性が低いことから、過信しないことが肝要である。
山読み
山に残っている牌を推測する読み。後述の河に捨てられている牌、および他者の手牌読みと、自らの手牌を勘案すれば、山にどの牌が比較的多く残っているのかについての推理が可能である。
手牌読み
他家の手牌の状態を推測する読み。具体的に言えば既に聴牌しているのかいないのか、していないならば何向聴なのかと言った事。まだ聴牌していないと分かっているなら、何を捨てても最悪チー・ポンされるだけなので、ある程度の強打も視野に入るが、相手が既に聴牌しているならばその限りではなくなる。
待ち読み
聴牌の待ちを推測する読み。待ちが分かってしまえば振り込む事は無い。
手役読み
他家が和了をめざしている手役を推測する読み。待ちが分からないまでも、例えば1000点の安手であると分かっていれば、「振り込んでも痛くないから自分の勝負手を優先しよう」と言う選択も可能になる。
捨牌読み
主に捨牌の情報から必要な情報を推測する読み。大部分の読みはこれに属する。
基本的なところで言えばヤオ九牌を先に切っていくのはタンピン系の役を目指している場合の典型的な流れである。逆に中張牌が序盤からまとめて切られるのは全帯系、または国士無双や字一色などの大物手。中張牌もヤオ中牌も規則性無くバラバラに切られている場合は七対子の可能性が高く、数牌が端牌・中張牌問わず出ているがある一種の数牌と字牌が殆ど出てこない･･･と言った場合は染め手と予想出来る。
加えて、上記の「三萬が全て切れていれば3に絡む三色同順は無い」と言うのも捨て牌読みの一種である。
人読み
主に他家の特性に関する情報から必要な情報を推測する読み。その人の打ち筋の他、良くある癖など。
点数読み
他家の持ち点・場の状況から相手の手役（主に得点の多寡）を推理する手法。
主に終盤で下位のプレイヤーに「逆転するのに跳満直撃が必要」などと言う条件がある場合、跳満の手を作るには必然的に複数の役を複合させる必要が出てくるため、捨て牌などの情報を組み合わせれば自然とどのような手牌になっているかが読める。逆に言えば、その予測に反して安い手であった場合、予測を外して振り込んでしまう可能性は生じるが、そもそも振り込んでも逆転されないので問題が無い。

## その他
オカルト打法
主にツキや流れを利用してゲームを進めていくことを指す。科学的、数学的に完全に否定されている概念であるが現在に至っても信奉者は多い。
一見オカルトに見えても正当性はともかくそれなりの理由付けがなされている場合もあり、定義は曖昧である。また、一口に「ツキ」と言っても配牌やツモの良し悪しそのものをツキと言う人と、そういった偶然の偏りに対する対応の良し悪しを含めた結果をツキと言う人もいる。
麻雀劇画などではストーリーをドラマティックにするためか、非常によく見られる。
デジタル打法
牌の効率と確率論から導かれる妥当な結論を論拠としゲームを進めていくことを指す。もっともカードゲームの類では一般に基本中の基本であり、オカルト打法への対義語として用いられることが多い。
もちろん麻雀には相手がいるのであまりにも基本に忠実にプレイすると、裏をかかれるだけであるので注意が必要である。
他家をオリさせたら勝ち
麻雀で自分一人が攻め、他の3人が降りている状態は勝利か引き分けしかあり得ない。他家をビビらせ、オリさせることが大事である。逆に簡単に明らかなベタオリをして、他家に楽をさせてはいけない。
ブラフ
和了が遠いにもかかわらず、いかにも高得点の手を作っているかのように見せかけること。
他家に警戒されることで失点を防ぐ、安手で場を流す事を強いる、幸運にも和了に結びついて得点するなどの目的で行われる。
安全牌になりやすい字牌を抱え込むために国士無双や混一色、字一色などを装うことが多い。
とはいえ、ポーカーのように、態度などを含めた直接的な駆け引きは麻雀では三味線とされてしまう危険がある。
ポーカーフェイス
麻雀がお互いの手牌を隠して行うゲームである以上、いささかなりとも手牌を他プレイヤーに読まれてしまうことは不利である。
役満をテンパイしたからと言って顔が紅潮してしまったり、清一色時に他家の捨て牌にいちいち過剰反応しているようでは勝利はおぼつかない。
口三味線
紛らわしいことを言い、相手の認識をずらす技法。一般の麻雀には多少のボヤきはつきものであるが度を過ぎるとトラブルに発展しかねないので、注意が必要である。
ポーカーなど、手役に関する直接的な嘘などを除いてこれが認められる（プレイヤーの認識によってはこちらが主勝負となる）ゲームはあるが、麻雀ではマナー違反とされる場合が多い。
場を荒らす
食い仕掛けを多用し、他家もそれに巻き込む。この状況を俗に空中戦と呼ぶこともある。三家が食い仕掛けで早い和了をもくろむ中で一人門前で高得点を狙う行為は困難であるため、自身の順位を変動させずに局を進めたい場合や大きく得点の沈んだ者の逆転の芽を摘むと言う意味で有用である。
鳴きで特定の牌を集める、他家の身動きを取れなくする、ドラをポンさせる、理由も無くカンをする、風牌を3種類鳴かせるなど。この行為も度を過ぎるとトラブルの可能性がある。
場を進める
自身が得点で有意にリードしている場合は、棒テン即リーや食い仕掛けなど点数を度外視してゲームを進めてゴールする手段。比較的よく用いられる常套手段である。また、当面のライバルが親番の時にこれを流す手段も良く用いられる。
差し込み
他家の手に意図的に振り込んであがらせること。
戦術としての差し込みは、かなりの勝負手と思われる手でリーチをかけている他家にツモられそうだが自分が和了るには程遠く流局もまた遠い、と言うような場合に、安手を聴牌している別のプレイヤーにわざと振り込む。上記の場を進める行為の一環でもある。
稀に、コンビ打ちによって、得点の高い手を聴牌しているプレイヤーに振り込んで得点を稼がせるようなケースもある。

## 麻雀の戦術に関する格言
麻雀の愛好家の間に伝わる格言とその意味を解説する。ある程度の根拠のあるものだけでなく語の印象や現代では古くなった戦略に基づくものもあるため、妥当性については検討を要する。
好牌先打（こうはいせんだ、ハオパイシェンター）
利用価値の高い牌は早く打ち出せの意。自分にとっての好牌は他家にとっての危険牌となりやすいため。
字牌の単騎は生牌で待つな
字牌の単騎待ちは場に出ている牌で待つのがよいの意。特に中盤以降は字牌の生牌は警戒される事から。
正直者は場を見る
正直者（初心者）はリーチ等の際に過度に場の牌を注視してしまうとの意。
序盤の裏スジ、中盤のまたぎスジ
単騎は西で待て
単騎待ちは待ち牌の選択がしやすいが、警戒されにくい客風牌で待った方が良いという意。また、点数の高くなるドラで待つのがよい（もしドラをツモり、さらに裏ドラが乗れば跳満が確定するなど得点の爆発力が高い）ことから「ドラで待て」と付け加えられる場合もある。
見和即和（チェンホーチーホー）
和了牌が出たらすぐに和了するべきの意。見逃しは本当に必要な時に限り行うのがよいということ。
手を見ず場を見よ
自分の手作りばかりでなく、場（他家の捨て牌や副露牌）を見よの意。
飛び対子は中（なか）を切れ
対々和や七対子でない限りは、両嵌を構成する3種がそれぞれ2牌になった形からは中央の牌のうち1枚を切ってよいの意。
東發つきもの
和了手牌に、とが同時に現れやすいの意。同様の格言として「南白つきもの」というものもある。特に根拠は認められない。
鳴いて飛び出る当たり牌
鳴いた直後に切る牌は当たり牌になりやすいので、安易な鳴きは慎むべきという意味。理由としては鳴いたために手牌が少なくなり、以後の捨て牌の選択の幅が狭まることや、鳴く人は上がりを優先するため、二鳴き・三鳴きと進むと危険牌が切りきれずに浮いている牌だったり、直前まで使う予定だった要牌で他家の危険牌にもなりやすいが、暴牌と知りつつも「大丈夫だろう」「通れば上がれるかもしれない」という甘い考えで、つい打ってしまうことが挙げられる。
南槓和了目なし
南を槓した者はその局和了れなくなるの意。「難関」との語呂合わせとされる。
伸ばすは外、かけるは内切り
数牌の124を持っている状態から手を伸ばす時は外寄りの1を、立直をかける時は内側の4を切れの意。手を伸ばす時は両門搭子への変化を、立直をかける場合には4が合わせ打たれて3が余ったり危険度が低いとみなされたりすることを期待する。
早い立直は一四索
局の早い段階における立直でかけられたリーチは一四索待ちであることが多いの意。積み込みをするときに二三索は盲牌しやすいため、「急ぎ過ぎ」の語呂合わせなどの説がある。
人の嫌がる三門聴
ここで言う「三門聴」はピアノ待ちなどではなく、両門待ちと双ポン待ちが組み合わさったような変則三面待ちのこと。よくある形では例えば4555や23444XXなど。単純な読みで看破されないため、このような待ちがよいという意味。
北家は鳴くな
北家は副露しすぎるべきでないの意。親の自摸数が増え、親を有利にするため。
下手なシャボより辺張・嵌張
初心者が安易にシャボ（双ポン）待ちにすることを戒める格言。特に字牌含みの双ポンは辺張・嵌張より平均的に和了率の高いことが知られているが、合理的根拠があれば適切に辺張・嵌張を選択するべきである。
両嵌の渡りは残せ
間が4つ開いた二つの数牌の一方を安易に切るなの意。中央の牌を引くことで両嵌となるため。